# 26 Pułk Piechoty (LWP)
26 pułk piechoty – oddział piechoty ludowego Wojska Polskiego.
Sformowany w rejonie Białegostoku na podstawie rozkazu nr 16 Naczelnego Dowództwa WP z 3 września 1944 w oparciu o sowiecki etat pułku strzeleckiego nr 04/501. Wchodził w skład 9 Drezdeńskiej Dywizji Piechoty z 2 Armii WP. Zaprzysiężenia dokonano w Hryniewiczach 29 października 1944. W kwietniu 1945 poniósł bardzo ciężkie straty w bitwie pod Budziszynem.

## Skład etatowy
- dowództwo i sztab
- 3 bataliony piechoty
- kompanie: dwie fizylierów, przeciwpancerna, rusznic ppanc, łączności, sanitarna, transportowa
- baterie: działek 45 mm, dział 76 mm, moździerzy 120 mm
- plutony: zwiadu konnego, zwiadu pieszego, saperów, obrony pchem, żandarmerii.

Razem: żołnierzy 2915 (w tym oficerów – 276, podoficerów 872, szeregowców - 1765).
Sprzęt: 162 rkm, 54 ckm, 66 rusznic ppanc, 12 armat ppanc 45 mm, 4 armaty 76 mm, 18 moździerzy 50 mm, 27 moździerzy 82 mm, 8 moździerzy 120 mm.

## Działania bojowe
Od chwili sformowania do zakończenia wojny pułk walczył w składzie 9 Dywizji Piechoty. Forsując Nysę, walczył pod Rothenburgiem, a w czasie walk obronnych przeciwko niemieckim siłom pancernym uderzającym z południa pod Gross Röhrsdorf na wschód od Drezna, a następnie w okrążeniu pod Kuckau. W operacji praskiej działał w drugim rzucie 9 DP. Szlak bojowy zakończył w rej. Benešova. Do jesieni 1947 walczył z oddziałami UPA na terenie powiatów Jarosław i Lubaczów.
|  |  |

## Okres powojenny
18 października 1948 w Przemyślu wręczono pułkowi sztandar ufundowany przez ludność Rzeszowszczyzny. W październiku 1952 wszedł w skład 30 DP. W jej składzie rozformowany w grudniu 1952. Jego nazwę przejął podporządkowany 9 DP 92 pułk piechoty. Powtórnie rozformowany w 1957.
Miejsce stacjonowania jednostki
- Rzeszów (czerwiec 1945)
- Jarosław (11 czerwca 1945 – wrzesień 1947)
- Sanok, koszary przy ul. Adama Mickiewicza 15 (do 1952)

JW 2460
- Jarosław – (do 1957)

## Żołnierze pułku
Dowódcy pułku
- ppłk Aleksander Sosnora (6 września 1944 – do końca wojny)
- ppłk Leonard Skulski – 1949

Oficerowie pułku
- kpt. Stanisław Winter vel Jan Hryniewicz

Odznaczeni Krzyżem Srebrnym Orderu Virtuti Militari
1. kpt. Sergiusz Ananiew
2. chor. Zdzisław Hencel
3. por. Arsentij Kuźmienko
4. ppor. Tadeusz Nałogowski
5. ppor. Franciszek Pelc
6. por. Władysław Wansowicz
7. kpt. Platon Zwierkowicz

## Upamiętnienie
12 października 1982 w Sanoku przy ulicy Białogórskiej w dzielnicy Wójtostwo, tuż obok mostu na Sanie łączącego lewobrzeżny Sanok z Białą Górą, został odsłonięty pomnik-czołg, w ramach kultywowania tradycji 26 pułku piechoty podczas obchodów Święta Wojska Polskiego 12 października 1982 w związku z obchodami 39 rocznicy powstania ludowego Wojska Polskiego i 38 rocznicy bitwy pod Lenino. Stanowi go czołg T-34/85, eksponat pochodzący z 26 pułku czołgów średnich, który po 1945 stacjonował w dzielnicy Olchowce. W zamierzeniu twórców pomnik miał stanowić upamiętnienie zwycięskiego szlaku bojowego Wojska Polskiego z hitlerowskim najeźdźcą, bandami UPA i reakcyjnym podziemiem.
Z inicjatywy komisji historycznej koła ZBoWiD w Sanoku w 1981 wnioskowano do władz miasta o nazwanie jednej z ulic w Sanoku imieniem 2 Pułku Strzelców Podhalańskich. W 1982, z inicjatywy naczelnika miasta Sanoka Ryszarda Grzebienia, ulicy na Białej Górze w tym mieście nadano imię 26 pułku piechoty. W 1989 nazwa została przemianowana na ulicę Aleksandra Rybickiego.